# Церковь Александра Невского (Великий Новгород)
Це́рковь Свято́го благове́рного вели́кого кня́зя Алекса́ндра Не́вского — православный храм в Великом Новгороде, на берегу реки Веряжи. Бывшая церковь 1-й учительской семинарии в Григорове. Ныне приходской храм Новгородской епархии Русской православной церкви.

## История
26 марта (8 апреля) 1913 года Земским губернским собранием было принято решение: «Соорудить при Григоровской учительской семинарии в память 300-летия Царственного Дома Романовых каменное одноэтажное здание для образцового училища и особо от него каменную церковь».

Церковь Александра Невского со стороны реки Веряжи

Осенью 1913 года начато возведение церкви по проекту Константина Романова, известного исследователя древнерусской архитектуры, с внесёнными позже изменениями новгородского инженера Р. Р. Эргле.
4 (17) августа 1915 года, после завершения основных строительных работ, состоялось торжественное поднятие колоколов. Запись о возведении церкви имеется в клировой ведомости Лазаревской церкви, приписанной к Зверин-Покровскому монастырю.
9 (22) января 1916 года построенная церковь была освящена во имя святого благоверного великого князя Александра Невского. Настоятелем церкви с самого начала и до закрытия был священник Александр Ильинский, который преподавал Закон Божий и церковнославянский язык в учительской семинарии.
В 1918 году, после Октябрьской революции и прихода к власти большевиков, был принят «Декрет об отделении церкви от государства и школы от церкви».
29 марта 1919 года между жителями деревень Григорово, Рязанка, Анненское и уполномоченным Новгубисполкома был заключён договор о принятии в бессрочное пользование церкви святого Александра Невского с принадлежащими ей богослужебными предметами.
31 июля 1930 года храм был закрыт, а в 1931 году здание церкви было передано Григоровскому совхозу и использовалось как клуб ветеринарного техникума.
В годы Великой Отечественной войны в период оккупации в здании церкви располагался гараж для легковых машин испанской «Голубой дивизии», а звонница выполняла роль вышки, на которой были установлены пулемёты.
В первые недели после освобождения Новгорода от гитлеровских войск в церкви был устроен временный госпиталь. После войны в церкви располагался магазин, затем склад.
17 февраля 1999 года постановлением городской администрации церковь Александра Невского была внесена в перечень объектов, подлежащих восстановлению к празднованию 1140-летию Великого Новгорода.
19 декабря 1999 года архиепископ Новгородский и Старорусский Лев совершил освящение возрожденного храма.
13 марта 2016 года митрополит Новгородский и Старорусский Лев совершил чин освящения колоколов в церкви святого князя Александра Невского. Освящение колоколов было приурочено к 100-летию храма. А 8 апреля был совершён подъём колоколов на звонницу храма.

## Архитектура
Церковь Александра Невского построена в стиле новгородских храмов XIII—XIV веков и представляет собой бесстолпный одноглавый одноапсидный четверик с пощипцовым завершением фасадов, с прямоугольной в плане звонницей над притвором. Материал стен — кирпич.

## Иконостас
Иконостас церкви состоит из четырёх ярусов.

### Нижний ряд («чин») — местный
В нём располагаются Царские врата с изображением на двух створках Благовещения и четырёх евангелистов. Обрамление царских врат имеют изображение святителей, а сверху икона Евхаристии — Причащения апостолов Христом.
Справа от Царских врат икона Спасителя «Спас на престоле», слева — икона Божией Матери «Пантанасса». Справа от иконы Спасителя находится храмовая икона — поясная икона Александра Невского.
На дьяконских дверях изображены архангелы Гавриил и Михаил.
Слева на иконостасе от Божией Матери располагаются икона Варлаама Хутынского и Сергия Радонежского и икона царственных страстотерпцев.
Справа от иконы Александра Невского, располагается икона всех Новгородских Святых.

### Второй ряд — деисус
В центре — икона «Спас Вседержитель».
Слева от Него, — в позе молитвенного обращения к Своему Сыну, Богородица. Справа от Спасителя изображена икона «св. Иоанна Предтечи».

### Третий ряд — праздничный
В нём помещены иконы основных событий Евангельской истории, то есть двунадесятых праздников.
Слева направо:
- Рождество Богородицы
- Воздвижение Животворящего Креста Господня
- Покров Пресвятой Богородицы
- Введение во храм Пресвятой Богородицы
- Рождество Христово
- Крещение(Богоявление)
- Сретенье Господне
- Благовещенье Пресвятой Богородицы
- Вход Господень в Иерусалим
- Сошествие Христа во ад
- Вознесение Господне
- Троица
- Сошествие Святого Духа
- Святые апостолы Петр и Павел
- Преображение Господне
- Успение Пресвятой Богородицы

### Четвертый ряд — пророческий
В центре расположена икона Пресвятой Богородицы «Знамение». Слева от неё иконы пророков Иезекииля, Даниила, Моисея, Давида, а справа иконы пророков — Соломона, Исаии, Иеремии и Илия.

## Настоятели
| Время служения | Настоятель                                                        |
| -------------- | ----------------------------------------------------------------- |
| 1916—1930      | Священник Александр Ильинский                                     |
| 1930—1999      | Церковь не действует                                              |
| 1999—2000      | Нет настоятеля, служба совершалась священниками из других церквей |
| с 2000         | Протоиерей Сергий Мельников                                       |